# Loupežnický most
Loupežnický most, jindy nazývaný Vysoký most, je bývalý silniční most u Velkého Meziříčí, v katastrálním území obce Petráveč, nad Radslavickým potokem, v těsné blízkosti skládky odpadů. 17. února 1988 byl zapsán pod názvem „renesanční most“ jako  kulturní památka, 14. července 2017 nabylo právní moci rozhodnutí o zrušení památkové ochrany, dva dny před tím bylo zahájeno řízení o novém prohlášení kulturní památkou. Od 7. června 2019 je most opět kulturní památkou.

## Historie
Doba vzniku mostu není známá. Na základě strohých písemných zpráv se dá zařadit do roku 1593 – autorem by pak byl stavitel Antonín Vlach, stál by 8 tisíc zlatých a sloužil by pro potřeby silnice mezi Brnem a Jihlavou – nebo do poloviny 18. století, kdy Marie Terezie nechala v těchto místech postavit tzv. císařskou silnici. Nevýrazné a jednoduché zdobící prvky na mostu dnes neumožňují určení zařazení jeho vzniku do renesance či pozdního baroka. Svojí výškou 10 metrů byl v době svého zprovoznění považován za nejvyšší most v českých zemích. Tím získal označení Vysoký most (přezdívka Loupežnický most je nesprávná, protože Lokalita Loupežník podle které se jméno přisuzuje je přesně na druhé straně Velkého Meziříčí takže s touto lokalitou nemá žádnou souvislost). V roce 1706 jej poškodila povodeň a jeho oprava tehdy trvala 4 roky. Další rozsáhlá oprava následovala po povodni v roce 1740. Původní silnice časem přestala vyhovovat narůstajícímu dopravnímu ruchu a proto byla po roce 1937 vystavěna asi 200 m severněji nová silnice. Od poloviny 80. let 20. století se most nachází na jižní hranici skládky odpadů. Most by měl být dle NPÚ před rekonstrukcí ochráněn před zatékáním vody.

## Spory o vlastnictví mostu
Stejně jako není známa doba výstavby mostu, není znám jeho majitel. Silně zchátralá památka sice leží na katastrálním území obce Petráveč, ale jako majitel bývá označováno i město Velké Meziříčí a Kraj Vysočina. V roce 2012 soud za majitele označil město Velké Meziříčí. Ačkoliv městská rada doporučila rozhodnutí soudu přijmout, městské zastupitelstvo hlasovalo pro odvolání. Soud v roce 2016 po odvoláních určil jako vlastníka Českou republiku – Úřad pro zastupování státu ve věcech majetkových. V únoru 2020 jednalo zastupitelstvo města Velké Meziříčí o tom, zda převezme do vlastnictví most od státu. Rada města převzetí památky nedoporučila. Stát nabídl most i obci Petráveč, na jejímž území stojí, ta jej však nepřijala.
V roce 2022 bylo pravomocně rozhodnuto, že most patří státu. Úřad pro zastupování státu ve věcech majetkových tak byl památkáři vyzván, aby provedl nezbytné úpravy k zabezpečení stavu mostu. Úřad pro zastupování státu ve věcech majetkových nabídl Kraji Vysočina, že na něj most bezplatně převede. Krajský úřad však nabídku převodu nepřijal. Most tak bude nabídnut k volném prodeji prostřednictvím aukce.